# Festiwal Piosenki Włoskiej w San Remo 2022
72. Festiwal Piosenki Włoskiej w San Remo (wł. 72° Festival della Canzone Italiana di Sanremo) odbył się w Teatro Ariston w San Remo w dniach od 1 do 5 lutego 2022. Zorganizował go włoski nadawca publiczny Rai. Podobnie jak w 2019, konkurs składał się wyłącznie z sekcji Big (inaczej Campioni), wzięło w nim udział 25 artystów: 22 artystów wybranych przez Rai, oraz 3 artystów wybranych poprzez koncert eliminacyjny Sanremo Giovanni.
Zwycięzcami kategorii Big oraz reprezentantami Włoch w 66. Konkursie Piosenki Eurowizji zostali Mahmood i Blanco z utworem „Brividi”.

## Przebieg konkursu
Po rocznej przerwie z powodu pandemii COVID-19, w Teatrze Ariston podczas festiwalu była pełna publiczność. Goście, którzy mieli dostęp do czerwonego dywanu, musieli posiadać „Super Green Pass”, co oznacza, że wszyscy goście musieli mieć niedawne szczepienie nie starsze niż sześć miesięcy, a ci, którzy są tylko publicznością, będą potrzebować „Green Pass” na wejście do Teatru Ariston.

### Prowadzący
Trzeci rok z rzędu prowadzącym został Amadeus, który był również dyrektorem artystycznym; podczas wieczorów dołączyło do niego pięciu współprowadzących: pierwszego wieczoru Ornella Muti, drugiego wieczoru Lorena Cesarini, trzeciego wieczoru Drusilla Foer, czwartego wieczoru Maria Chiara Giannetta, a ostatniego wieczoru Sabrina Ferilli. Poza nimi, Orietta Berti i Fabio Rovazzi zorganizowali przez cały tydzień wydarzenia na żywo na statku wycieczkowym u wybrzeża San Remo, w tym takie, w którym konkurujący artyści wykonają covery piosenek z lat 60. do 90. XX wieku.

### Głosowanie
Głosowanie odbyło się poprzez połączenie trzech metod:
- głosowanie telewidzów przeprowadzane za pośrednictwem głosowania telefonicznego, oficjalnej aplikacji mobilnej konkursu oraz głosowania online,
- komisje jurorskie: jury prasy i telewizji, sieci oraz radia,
- jury demiskopiczne (Demoscopica 1000) które składa się z 1000 fanów muzyki, wyselekcjonowanych na podstawie kryteriów takich jak wiek i pochodzenie, którzy będą głosować ze swoich domów za pośrednictwem aplikacji z elektronicznym systemem głosowania zarządzanym przez Ipsos.

### Scenografia
Dyrektorem scenografii po raz dwudziesty był Gaetano Castelli, drugi raz z rzędu wraz z córką Marią Chiarą. Scenografia tej edycji według scenografów inspirowana jest zestawami odmian z przeszłości. W porównaniu z poprzednią edycją system sceniczny odzyskuje zakrzywione kształty i powraca do normalnych wymiarów, przy okazji powrotu publiczności do teatru; mistyczna przepaść została prawie niezmieniona, aby zapewnić interpersonalny dystans między członkami orkiestry. Tło charakteryzuje się szeregiem łuków bocznych, wykonanych z materiałów trójwymiarowych perforowanych i podświetlanych na krawędziach, sześcioma półelipsami pokrytymi ściankami LED i trzema elipsami pokrytymi światłami i zmotoryzowanymi o zmiennych rozmiarach po sześć i dziewięć metrów. Zakrzywione kształty dominują w scenografii, aby stworzyć perspektywę. Prace nad realizacją rozpoczęły się w październiku 2021: cała scena została zbudowana w Rzymie, a od grudnia rozebrana i ponownie złożona w San Remo.

## Uczestnicy

### Sanremo Giovani 2021
Finał Sanremo Giovani 2021 odbył się 15 grudnia 2021 roku w kasynie w San Remo. Trzech artystów zakwalifikowało się do 72. Festiwalu Piosenki w San Remo, gdzie wykonają inne piosenki. 20 października 2021 komisja Rai opublikowała listę 711 kandydatów selekcji, lecz tylko 30 artystów pochodzących ze wszystkich regionów Włoch – z wyjątkiem Basilicata i Valle d’Aosta – oraz z zagranicy zostało wybranych w pierwszej fazie. 22 listopada 2021 Rai ogłosił listę 8 uczestników selekcji. Oprócz nich, podczas przesłuchań Area Sanremo, spośród 330 uczestników wybrano dodatkowo czterech artystów: Destro, Littamè, Senza_Cri, Vittoria.
     Artyści dopuszczeni do udziału w 72. Festiwalu Piosenki Włoskiej w San Remo
| Lp. | Artysta          | Utwór                   | Miejsce |
| --- | ---------------- | ----------------------- | ------- |
| 1   | Samia            | Fammi respirare         | –       |
| 2   | Oli?             | Smalto e tinta          | –       |
| 3   | Tananai          | Esagerata               | 2       |
| 4   | Vittoria         | California              | –       |
| 5   | Matteo Romano    | Testa e croce           | 3       |
| 6   | Littamè          | Cazzo avete da guardare | –       |
| 7   | Yuman            | Mille notti             | 1       |
| 8   | Esseho           | Arianna                 | –       |
| 9   | Martina Beltrami | Parlo di te             | –       |
| 10  | Destro           | Agosto di piena estate  | –       |
| 11  | Senza_Cri        | A me                    | –       |
| 12  | Bais             | Che fine mi fai         | –       |

### Lista uczestników
Pierwszych 22 uczestników festiwalu ogłoszono 4 grudnia 2021 podczas wieczornej audycji TG1, natomiast tytuły ich utworów ujawniono 15 grudnia podczas finału Sanremo Giovani 2021, gdzie wybrano pozostałych 3 uczestników festiwalu (którzy musieli na festiwal przygotować nowe piosenki), dopełniając finalną składkę uczestników.
| Artysta                             | Poprzednie uczestnictwo |
| ----------------------------------- | ----------------------- |
| Achille Lauro i Harlem Gospel Choir | 2020, Debiutantki       |
| Aka 7even                           | Debiutant               |
| Ana Mena                            | Debiutant               |
| Dargen D’Amico                      | Debiutant               |
| Ditonellapiaga i Rettore            | Debiutant, 1994         |
| Elisa                               | 2001                    |
| Emma                                | 2012                    |
| Fabrizio Moro                       | 2018                    |
| Gianni Morandi                      | 2000                    |
| Giovanni Truppi                     | Debiutant               |
| Giusy Ferreri                       | 2017                    |
| Highsnob i Hu                       | Debiutanci              |
| Irama                               | 2021                    |
| Iva Zanicchi                        | 2009                    |
| La Rappresentante di Lista          | 2021                    |
| Le Vibrazioni                       | 2020                    |
| Mahmood i Blanco                    | 2019, Debiutant         |
| Massimo Ranieri                     | 1997                    |
| Matteo Romano                       | Debiutant               |
| Michele Bravi                       | 2017                    |
| Noemi                               | 2021                    |
| Rkomi                               | Debiutant               |
| Sangiovanni                         | Debiutant               |
| Tananai                             | Debiutant               |
| Yuman                               | Debiutant               |

### Artyści niedopuszczeni
Dyrektor artystyczny Amadeus ujawnił, że wykluczył łącznie 321 propozycji na festiwal. Organizacja festiwalu tradycyjnie nie podaje nazwisk artystów, którzy zgłosili się, ale nie zostali wybrani. Według niektórych źródeł lub na podstawie wypowiedzi samych artystów, wśród wykluczonych są: Arisa, Marcella Bella, Tha Supreme i Mara Sattei, The Kolors, Bobby Solo, Jalisse (z utworem È proprio questo quello che ci manca), Marco Masini, Red Canzian, Boomdabash, Lorenzo Fragola, Rosalinda Cannavò, Tecla i Alfa, Mr. Rain, Bianca Atzei, Patty Pravo, Francesco Monte, Cosmo, Pago, Ron, The Zen Circus, Giovanni Caccamo, Leo Gassmann, Gaudiano, Il Tre, Pierdavide Carone, Ensi i Raige, Mauro Ermanno Giovanardi, Riki, Federico Rossi, Emanuele Aloia, Cor Veleno i Tre Allegri Ragazzi Morti, Dolcenera, Mietta, Francesco Gabbani, Giulia Ottonello, Deborah Iurato, Simona Molinari, Nina Zilli, Ariete, Margherita Vicario, Maria Antonietta, l'Orchestraccia, Eugenio in Via di Gioia i Elio, Le Deva, Max Arduini, Scialpi, Legno, Matia Bazar i Cristiano Malgioglio (który odmówił uczestnictwa, żeby ustąpić miejsce młodszemu artyście).

## Klasyfikacja generalna
| Lp. | Artysta                             | Utwór                       | Kompozytorzy                                                                                                | Dyrygent orkiestry                                                                         |
| --- | ----------------------------------- | --------------------------- | --- | ------------------------------------------------------------------------------------------ |
| 1   | Mahmood i Blanco                    | Brividi                     | Mahmood, Blanco, Michele Zocca                                                                              | Carmelo Patti (wieczory 1, 3, 5), Michele Zocca (wieczór 4)                                |
| 2   | Elisa                               | O forse sei tu              | Elisa, Davide Petrella                                                                                      | Will Medini                                                                                |
| 3   | Gianni Morandi                      | Apri tutte le porte         | Jovanotti, Riccardo Onori                                                                                   | Mousse T.                                                                                  |
| 4   | Irama                               | Ovunque sarai               | Irama, Giulio Nenna, Pablo Miguel Lombroni Capalbo, Vincenzo Luca Faraone                                   | Giulio Nenna                                                                               |
| 5   | Sangiovanni                         | Farfalle                    | Sangiovanni, Alessandro La Cava, Stefano Tognini                                                            | Carmelo Patti                                                                              |
| 6   | Emma                                | Ogni volta è così           | Davide Petrella, Emma, Dario Faini                                                                          | Francesca Michielin (wieczory 2, 3 i 5), Carmelo Patti (wieczór 4)                         |
| 7   | La Rappresentante di Lista          | Ciao ciao                   | Veronica Lucchesi, Dario Mangiarcina, Roberto Calabrese, Roberto Cammarata, Carmelo Drago, Simone Privitera | Carmelo Patti                                                                              |
| 8   | Massimo Ranieri                     | Lettera al di là del mare   | Fabio Ilacqua                                                                                               | Adriano Pennino                                                                            |
| 9   | Dargen D’Amico                      | Dove si balla               | Dargen D’Amico, Edwyn Roberts, Gianluigi Fazio, Andrea Bonomo                                               | Enzo Campagnoli                                                                            |
| 10  | Michele Bravi                       | Inverno dei fiori           | Alex Andrea Vella, Michele Bravi, Cheope, Francesco Catitti, Federica Abbate                                | Enzo Campagnoli                                                                            |
| 11  | Matteo Romano                       | Virale                      | Matteo Romano, Alessandro La Cava, Federico Rossi, Dario Faini                                              | Valeriano Chiaravalle                                                                      |
| 12  | Fabrizio Moro                       | Sei tu                      | Fabrizio Moro, Roberto Cardelli                                                                             | Claudio Junior Bielli                                                                      |
| 13  | Aka 7even                           | Perfetta così               | Aka 7even, Vincenzo Colella, Max Elias Kleinschmidt, Gianvito Vizzi, Renato Luis Patriarca                  | Carmelo Patti                                                                              |
| 14  | Achille Lauro i Harlem Gospel Choir | Domenica                    | Achille Lauro, Gregorio Calculli, Göw Trïbe, Mattia Cutolo, Simon Pietro Manzari, Davide Petrella           | Gregorio Calculli                                                                          |
| 15  | Noemi                               | Ti amo non lo so dire       | Alessandro La Cava, Mahmood, Dario Faini                                                                    | Andrea Rodini                                                                              |
| 16  | Ditonellapiaga i Rettore            | Chimica                     | Ditonellapiaga, Donatella Rettore, Alessandro Casagni, Benjamin Ventura, Edoardo Castroni, Valerio Smordoni | Fabio Gurian                                                                               |
| 17  | Rkomi                               | Insuperabile                | Rkomi, Alessandro La Cava, Francesco Catitti                                                                | Luca Faraone                                                                               |
| 18  | Iva Zanicchi                        | Voglio amarti               | Emilio Di Stefano, Vito Mercurio, Italo Ianne, Celso Vialli                                                 | Danilo Minotti                                                                             |
| 19  | Giovanni Truppi                     | Tuo padre, mia madre, Lucia | Giovanni Truppi, Pacifico, Niccolò Contessa, Marco Buccelli, Giovanni Pallotti                              | Stefano Nanni                                                                              |
| 20  | Highsnob i Hu                       | Abbi cura di te             | Highsnob, Hu, Andrea Moroni, Fazio De Marco                                                                 | Enrico Melozzi                                                                             |
| 21  | Yuman                               | Ora e qui                   | Tommaso Di Giulio, Francesco Cataldo, Yuman                                                                 | Valeriano Chiaravalle                                                                      |
| 22  | Le Vibrazioni                       | Tantissimo                  | Francesco Sarcina, Roberto Casalino, Niccolò Verrienti                                                      | Simone Bertolotti (wieczory 2 i 3), Marco Attura (wieczór 4), Beppe Vessicchio (wieczór 5) |
| 23  | Giusy Ferreri                       | Miele                       | Giusy Ferreri, Federica Abbate, Fabio Clemente, Alessandro Merli                                            | Enrico Melozzi                                                                             |
| 24  | Ana Mena                            | Duecentomila ore            | Rocco Hunt, Federica Abbate, Stefano Tognini                                                                | Enrico Melozzi                                                                             |
| 25  | Tananai                             | Sesso occasionale           | Tananai, Davide Simonetta, Paolo Antonacci, Alessandro Raina                                                | Fabio Gurian                                                                               |

## Koncerty

### Prima serata
Pierwszego wieczoru wystąpiło 12 z 25 rywalizujących artystów, każdy z własnym utworem. Utwory oceniło jury prasy i telewizji (33%), jury sieci (33%) i jury radia (33%). Po zakończeniu głosowania został sporządzony wstępny ranking. Współprowadzącą wieczoru została Ornella Muti.
| Lp. | Artysta                             | Piosenka                  | Głosowanie                   | Głosowanie       | Głosowanie       | Głosowanie | Klasyfikacja prowizoryczna |
| Lp. | Artysta                             | Piosenka                  | Jury prasy i telewizji (33%) | Jury radia (33%) | Jury sieci (34%) | Miejsce    | Klasyfikacja prowizoryczna |
| --- | ----------------------------------- | ------------------------- | ---------------------------- | ---------------- | ---------------- | ---------- | -------------------------- |
| 1   | Achille Lauro i Harlem Gospel Choir | Domenica                  | 9. miejsce                   | 5. miejsce       | 9. miejsce       | 9          | 16. miejsce                |
| 2   | Yuman                               | Ora e qui                 | 10. miejsce                  | 11. miejsce      | 11. miejsce      | 11         | 23. miejsce                |
| 3   | Noemi                               | Ti amo non lo so dire     | 8. miejsce                   | 4. miejsce       | 7. miejsce       | 6          | 12. miejsce                |
| 4   | Gianni Morandi                      | Apri tutte le porte       | 5. miejsce                   | 2. miejsce       | 5. miejsce       | 4          | 5. miejsce                 |
| 5   | La Rappresentante di Lista          | Ciao ciao                 | 1. miejsce                   | 2. miejsce       | 2. miejsce       | 2          | 3. miejsce                 |
| 6   | Michele Bravi                       | Inverno dei fiori         | 6. miejsce                   | 10. miejsce      | 6. miejsce       | 7          | 14. miejsce                |
| 7   | Massimo Ranieri                     | Lettera al di là del mare | 4. miejsce                   | 8. miejsce       | 3. miejsce       | 5          | 8. miejsce                 |
| 8   | Mahmood i Blanco                    | Brividi                   | 2. miejsce                   | 1. miejsce       | 1. miejsce       | 1          | 2. miejsce                 |
| 9   | Ana Mena                            | Duecentomila ore          | 12. miejsce                  | 12. miejsce      | 12. miejsce      | 12         | 25. miejsce                |
| 10  | Rkomi                               | Insuperabile              | 7. miejsce                   | 9. miejsce       | 8. miejsce       | 8          | 15. miejsce                |
| 11  | Dargen D’Amico                      | Dove si balla             | 3. miejsce                   | 6. miejsce       | 3. miejsce       | 3          | 4. miejsce                 |
| 12  | Giusy Ferreri                       | Miele                     | 11. miejsce                  | 7. miejsce       | 10. miejsce      | 10         | 19. miejsce                |

#### Goście specjalni
- Fiorello (prowadzący 71. Festiwalu Piosenki Włoskiej w San Remo)[23]
- Måneskin (zwycięzcy 71. Festiwalu Piosenki Włoskiej w San Remo oraz 65. Konkursu Piosenki Eurowizji) – Zitti e buoni, Coraline[24]
- Meduza i Hozier – Tell It to My Heart[25]
- Matteo Berrettini[26]
- Raoul Bova i Nino Frassica[26]
- Claudio Gioè – prezentacja Màkari[27]
- Orietta Berti i Fabio Rovazzi (bezpośrednie połączenie ze statku Costa Toscana na wybrzeżu San Remo)[8]
- Colapesce Dimartino (zdobywcy 4. miejsca w klasyfikacji 71. Festiwalu Piosenki Włoskiej w San Remo) – Musica leggerissima (bezpośrednie połączenie ze statku Costa Toscana na wybrzeżu San Remo)

### Seconda serata
Drugiego wieczoru wystąpiło pozostałych 13 z 25 rywalizujących artystów, każdy z własnym utworem. Utwory oceniło jury prasy i telewizji (33%), jury sieci (33%) i jury radia (33%). Po zakończeniu głosowania został sporządzony wstępny ranking, oraz ogólny wstępny ranking klasyfikacji generalnej wszystkich 25 utworów. Współprowadzącą wieczoru została Lorena Cesarini.
| Lp. | Artysta                  | Piosenka                    | Głosowanie                   | Głosowanie       | Głosowanie       | Głosowanie | Klasyfikacja prowizoryczna |
| Lp. | Artysta                  | Piosenka                    | Jury prasy i telewizji (33%) | Jury radia (33%) | Jury sieci (34%) | Miejsce    | Klasyfikacja prowizoryczna |
| --- | ------------------------ | --------------------------- | ---------------------------- | ---------------- | ---------------- | ---------- | -------------------------- |
| 1   | Sangiovanni              | Farfalle                    | 7. miejsce                   | 4. miejsce       | 5. miejsce       | 7          | 13. miejsce                |
| 2   | Giovanni Truppi          | Tuo padre, mia madre, Lucia | 4. miejsce                   | 11. miejsce      | 7. miejsce       | 6          | 11. miejsce                |
| 3   | Le Vibrazioni            | Tantissimo                  | 12. miejsce                  | 9. miejsce       | 11. miejsce      | 12         | 22. miejsce                |
| 4   | Emma                     | Ogni volta è così           | 3. miejsce                   | 2. miejsce       | 3. miejsce       | 2          | 6. miejsce                 |
| 5   | Matteo Romano            | Virale                      | 9. miejsce                   | 6. miejsce       | 10. miejsce      | 8          | 17. miejsce                |
| 6   | Iva Zanicchi             | Voglio amarti               | 10. miejsce                  | 12. miejsce      | 9. miejsce       | 10         | 20. miejsce                |
| 7   | Ditonellapiaga i Rettore | Chimica                     | 2. miejsce                   | 6. miejsce       | 2. miejsce       | 3          | 7. miejsce                 |
| 8   | Elisa                    | O forse sei tu              | 1. miejsce                   | 1. miejsce       | 1. miejsce       | 1          | 1. miejsce                 |
| 9   | Fabrizio Moro            | Sei tu                      | 5. miejsce                   | 5. miejsce       | 5. miejsce       | 5          | 10. miejsce                |
| 10  | Tananai                  | Sesso occasionale           | 13. miejsce                  | 13. miejsce      | 13. miejsce      | 13         | 24. miejsce                |
| 11  | Irama                    | Ovunque sarai               | 6. miejsce                   | 3. miejsce       | 4. miejsce       | 4          | 9. miejsce                 |
| 12  | Aka 7even                | Perfetta così               | 11. miejsce                  | 9. miejsce       | 12. miejsce      | 11         | 21. miejsce                |
| 13  | Highsnob i Hu            | Abbi cura di te             | 8. miejsce                   | 8. miejsce       | 8. miejsce       | 9          | 18. miejsce                |

#### Goście specjalni
- Laura Pausini – Scatola[28]
- Checco Zalone[29]
- Alessandro Cattelan, Laura Pausini i Mika (prowadzący 66. Konkursu Piosenki Eurowizji) – I Have a Dream[30][31]
- Gaia Girace i Margherita Mazzucco – prezentacja L’amica geniale – Storia di chi fugge e di chi resta
- Arisa i Malika Ayane – Fino all’Alba i Un po’ più in là (rozpoczęcie głosowania na oficjalny hymn Zimowych Igrzysk Olimpijskich Milano-Cortina 2026)
- Orietta Berti i Fabio Rovazzi (bezpośrednie połączenie ze statku Costa Toscana na wybrzeżu San Remo)[8]
- Ermal Meta (zdobywca 3. miejsca w klasyfikacji 71. Festiwalu Piosenki Włoskiej w San Remo) – Un milione di cose da dirti (bezpośrednie połączenie ze statku Costa Toscana na wybrzeżu San Remo)

### Terza serata
Trzeciego wieczoru wystąpiło 25 artystów ze swoimi utworami. Zostali ocenieni przez jury demoskopiczne (50%) oraz przez publiczność za pośrednictwem głosowania telewidzów (50%). Po zakończeniu głosowania zostanie sporządzony wstępny ranking 25 artystów, który następnie zostanie dodany do wstępnego rankingu dwóch pierwszych wieczorów. Współprowadzącą wieczoru została Drusilla Foer.
| Lp. | Artysta                             | Piosenka                    | Głosowanie               | Głosowanie         | Głosowanie         | Głosowanie | Klasyfikacja generalna |
| Lp. | Artysta                             | Piosenka                    | Jury demoskopiczne (50%) | Telewidzowie (50%) | Telewidzowie (50%) | Miejsce    | Klasyfikacja generalna |
| Lp. | Artysta                             | Piosenka                    | Jury demoskopiczne (50%) | %                  | Miejsce            | Miejsce    | Klasyfikacja generalna |
| --- | ----------------------------------- | --------------------------- | ------------------------ | ------------------ | ------------------ | ---------- | ---------------------- |
| 1   | Giusy Ferreri                       | Miele                       | 20. miejsce              | 0,78%              | 22                 | 23         | 21. miejsce            |
| 2   | Highsnob i Hu                       | Abbi cura di te             | 21. miejsce              | 1,03%              | 19                 | 19         | 20. miejsce            |
| 3   | Fabrizio Moro                       | Sei tu                      | 8. miejsce               | 4,34%              | 6                  | 7          | 8. miejsce             |
| 4   | Aka 7even                           | Perfetta così               | 16. miejsce              | 3,50%              | 10                 | 10         | 13. miejsce            |
| 5   | Massimo Ranieri                     | Lettera al di là del mare   | 7. miejsce               | 4,25%              | 8                  | 8          | 7. miejsce             |
| 6   | Dargen D’Amico                      | Dove si balla               | 9. miejsce               | 3,06%              | 11                 | 11         | 10. miejsce            |
| 7   | Irama                               | Ovunque sarai               | 5. miejsce               | 8,48%              | 3                  | 4          | 4. miejsce             |
| 8   | Ditonellapiaga i Rettore            | Chimica                     | 14. miejsce              | 2,07%              | 15                 | 13         | 12. miejsce            |
| 9   | Michele Bravi                       | Inverno dei fiori           | 12. miejsce              | 4,16%              | 8                  | 9          | 11. miejsce            |
| 10  | Rkomi                               | Insuperabile                | 22. miejsce              | 2,38%              | 13                 | 15         | 16. miejsce            |
| 11  | Mahmood i Blanco                    | Brividi                     | 2. miejsce               | 24,90%             | 1                  | 1          | 1. miejsce             |
| 12  | Gianni Morandi                      | Apri tutte le porte         | 3. miejsce               | 9,60%              | 2                  | 2          | 3. miejsce             |
| 13  | Tananai                             | Sesso occasionale           | 25. miejsce              | 0,56%              | 25                 | 25         | 25. miejsce            |
| 14  | Elisa                               | O forse sei tu              | 1. miejsce               | 8,49%              | 4                  | 3          | 2. miejsce             |
| 15  | La Rappresentante di Lista          | Ciao ciao                   | 7. miejsce               | 2,64%              | 12                 | 12         | 9. miejsce             |
| 16  | Iva Zanicchi                        | Voglio amarti               | 18. miejsce              | 1,52%              | 17                 | 18         | 18. miejsce            |
| 17  | Achille Lauro i Harlem Gospel Choir | Domenica                    | 17. miejsce              | 2,16%              | 14                 | 14         | 14. miejsce            |
| 18  | Matteo Romano                       | Virale                      | 13. miejsce              | 1,81%              | 16                 | 16         | 17. miejsce            |
| 19  | Ana Mena                            | Duecentomila ore            | 24. miejsce              | 1,14%              | 18                 | 21         | 24. miejsce            |
| 20  | Sangiovanni                         | Farfalle                    | 10. miejsce              | 5,81%              | 5                  | 5          | 5. miejsce             |
| 21  | Emma                                | Ogni volta è così           | 4. miejsce               | 4,06%              | 9                  | 6          | 6. miejsce             |
| 22  | Yuman                               | Ora e qui                   | 23. miejsce              | 0,75%              | 19                 | 22         | 23. miejsce            |
| 23  | Le Vibrazioni                       | Tantissimo                  | 15. miejsce              | 0,57%              | 24                 | 20         | 22. miejsce            |
| 24  | Giovanni Truppi                     | Tuo padre, mia madre, Lucia | 23. miejsce              | 0,96%              | 21                 | 24         | 19. miejsce            |
| 25  | Noemi                               | Ti amo non lo so dire       | 6. miejsce               | 0,98%              | 20                 | 17         | 15. miejsce            |

#### Goście specjalni
- Elisa Balsamo

- Cesare Cremonini – Nessuno vuole essere Robin, Marmellata 25, Logico #1, La nuova stella di Broadway, Poetica, La ragazza del futuro e 50 Special[32]
- Roberto Saviano[33]
- Anna Valle – prezentacja Lea, un nuovo giorno
- Orietta Berti i Fabio Rovazzi (bezpośrednie połączenie ze statku Costa Toscana na wybrzeżu San Remo)[8]
- Gaia (zdobywczyni 19. miejsca w klasyfikacji 71. Festiwalu Piosenki Włoskiej w San Remo) – Cuore amaro (bezpośrednie połączenie ze statku Costa Toscana na wybrzeżu San Remo)
- Martina Pigliapoco

### Quarta serata
Podczas czwartego wieczoru, 25 artystów wystąpiło z wybranym przez siebie utworem, włoskim, jak i międzynarodowym, wydanym w latach: sześćdziesiątych, siedemdziesiątych, osiemdziesiątych lub dziewięćdziesiątych. Występy zostały ocenione przez jury demoskopiczne (33%), jury prasy i telewizji (33%) oraz publiczność za pośrednictwem głosowania telewidzów (34%). Artyści mieli możliwość podjęcia decyzji, czy wystąpią sami, czy w towarzystwie gości włoskich lub zagranicznych. Po zakończeniu głosowania został sporządzony wstępny ranking 25 artystów biorących udział w konkursie, który zostanie dodany do rankingu z poprzednich wieczorów. Współprowadzącą wieczoru została Maria Chiara Giannetta.
| Lp. | Artysta – Gość                                                  | Piosenka (oryginalny artysta)                             | Głosowanie                   | Głosowanie               | Głosowanie         | Głosowanie         | Głosowanie | Klasyfikacja generalna |
| Lp. | Artysta – Gość                                                  | Piosenka (oryginalny artysta)                             | Jury prasy i telewizji (33%) | Jury demoskopiczne (34%) | Telewidzowie (33%) | Telewidzowie (33%) | Miejsce    | Klasyfikacja generalna |
| Lp. | Artysta – Gość                                                  | Piosenka (oryginalny artysta)                             | Jury prasy i telewizji (33%) | Jury demoskopiczne (34%) | %                  | Miejsce            | Miejsce    | Klasyfikacja generalna |
| --- | --------------------------------------------------------------- | --------------------------------------------------------- | ---------------------------- | ------------------------ | ------------------ | ------------------ | ---------- | ---------------------- |
| 1   | Noemi                                                           | (You Make Me Feel Like) A Natural Woman (Aretha Franklin) | 7. miejsce                   | 6. miejsce               | 2,01%              | 15                 | 11         | 15. miejsce            |
| 2   | Giovanni Truppi – Vinicio Capossela                             | Nella mia ora di libertà (Fabrizio De André)              | 11. miejsce                  | 23. miejsce              | 2,66%              | 11                 | 15         | 18. miejsce            |
| 3   | Yuman – Rita Marcotulli                                         | My Way (Frank Sinatra)                                    | 21. miejsce                  | 20. miejsce              | 1,43%              | 18                 | 20         | 21. miejsce            |
| 4   | Le Vibrazioni – Sophie and the Giants, Peppe Vessicchio         | Live and Let Die (Paul McCartney)                         | 14. miejsce                  | 15. miejsce              | 0,89%              | 22                 | 18         | 20. miejsce            |
| 5   | Sangiovanni – Fiorella Mannoia                                  | A muso duro (Pierangelo Bertoli)                          | 13. miejsce                  | 11. miejsce              | 8,75%              | 4                  | 4          | 5. miejsce             |
| 6   | Emma – Francesca Michielin                                      | …Baby One More Time (Britney Spears)                      | 7. miejsce                   | 5. miejsce               | 6,37%              | 5                  | 5          | 6. miejsce             |
| 7   | Gianni Morandi – Mousse T.                                      | Medley                                                    | 2. miejsce                   | 2. miejsce               | 19,18%             | 1                  | 1          | 2. miejsce             |
| 8   | Elisa – Elena D’Amario                                          | What a Feeling (Irene Cara)                               | 1. miejsce                   | 1. miejsce               | 10,32%             | 3                  | 3          | 3. miejsce             |
| 9   | Achille Lauro – Loredana Bertè                                  | Sei bellissima (Loredana Bertè)                           | 5. miejsce                   | 8. miejsce               | 4,68%              | 7                  | 6          | 11. miejsce            |
| 10  | Matteo Romano – Malika Ayane                                    | Your Song (Elton John)                                    | 7. miejsce                   | 4. miejsce               | 4,22%              | 8                  | 7          | 12. miejsce            |
| 11  | Irama – Gianluca Grignani                                       | La mia storia tra le dita (Gianluca Grignani)             | 18. miejsce                  | 12. miejsce              | 5,28%              | 6                  | 8          | 4. miejsce             |
| 12  | Ditonellapiaga i Rettore                                        | Nessuno mi può giudicare (Caterina Caselli)               | 19. miejsce                  | 16. miejsce              | 1,07%              | 21                 | 19         | 16. miejsce            |
| 13  | Iva Zanicchi                                                    | Canzone (Milva)                                           | 12. miejsce                  | 14. miejsce              | 1,93%              | 16                 | 16         | 17. miejsce            |
| 14  | Ana Mena – Rocco Hunt                                           | Medley                                                    | 24. miejsce                  | 19. miejsce              | 1,70%              | 17                 | 21         | 24. miejsce            |
| 15  | La Rappresentante di Lista – Cosmo, Margherita Vicario, Ginevra | Be My Baby (The Ronettes)                                 | 3. miejsce                   | 10. miejsce              | 2,49%              | 12                 | 9          | 7. miejsce             |
| 16  | Massimo Ranieri – Nek                                           | Anna verrà (Pino Daniele)                                 | 6. miejsce                   | 13. miejsce              | 2,30%              | 13                 | 12         | 8. miejsce             |
| 17  | Michele Bravi                                                   | Io vorrei… non vorrei… ma se vuoi (Lucio Battisti)        | 17. miejsce                  | 21. miejsce              | 2,81%              | 9                  | 14         | 10. miejsce            |
| 18  | Mahmood i Blanco                                                | Il cielo in una stanza (Gino Paoli)                       | 4. miejsce                   | 3. miejsce               | 13,33%             | 2                  | 2          | 1. miejsce             |
| 19  | Rkomi – Calibro 35                                              | Medley                                                    | 23. miejsce                  | 25. miejsce              | 1,18%              | 20                 | 24         | 19. miejsce            |
| 20  | Aka 7even – Arisa                                               | Cambiare (Alex Baroni)                                    | 10. miejsce                  | 7. miejsce               | 2,67%              | 10                 | 10         | 14. miejsce            |
| 21  | Highsnob i Hu – Mr. Rain                                        | Mi sono innamorato di te (Luigi Tenco)                    | 20. miejsce                  | 22. miejsce              | 0,55%              | 23                 | 22         | 22. miejsce            |
| 22  | Dargen D’Amico                                                  | La bambola (Patty Pravo)                                  | 14. miejsce                  | 18. miejsce              | 1,26%              | 19                 | 17         | 13. miejsce            |
| 23  | Giusy Ferreri – Andy dei Bluvertigo                             | Io vivrò (senza te) (Lucio Battisti)                      | 22. miejsce                  | 17. miejsce              | 0,37%              | 24                 | 23         | 23. miejsce            |
| 24  | Fabrizio Moro                                                   | Uomini soli (Pooh)                                        | 16. miejsce                  | 9. miejsce               | 2,22%              | 14                 | 13         | 9. miejsce             |
| 25  | Tananai – Rosa Chemical                                         | A far l’amore comincia tu (Raffaella Carrà)               | 25. miejsce                  | 24. miejsce              | 0,35%              | 25                 | 25         | 25. miejsce            |

#### Goście specjalni
- Cesare Cremonini[35]
- Lino Guanciale – prezentacja Noi e Sopravvissuti
- Orietta Berti i Fabio Rovazzi (bezpośrednie połączenie ze statku Costa Toscana na wybrzeżu San Remo)[8]
- Pinguini Tattici Nucleari (zdobywcy 3. miejsca w klasyfikacji 70. Festiwalu Piosenki Włoskiej w San Remo) – Ringo Starr (bezpośrednie połączenie ze statku Costa Toscana na wybrzeżu San Remo)
- Giorgio Moroder
- Maurizio Lastrico
- Jovanotti – Che sarà
- Massimo Alberti – Medley ‘60, ‘70, ‘80

### Quinta serata
Podczas ostatniego wieczoru 25 artystów wykonało ponownie swój oryginalny utwór, byli oceniani wyłącznie przez głosowanie telewidzów. Współprowadzącą wieczoru została Sabrina Ferilli. Po zakończeniu głosowania został sporządzony ostateczny ranking, określony przez średnią pomiędzy procentami piątego wieczoru i poprzednich wieczorów, który ustalił ostateczny ranking od dwudziestego piątego do czwartego miejsca.  
     Finałowy pojedynek
| Lp. | Artysta                             | Piosenka                    | Telewidzowie (100%) | Telewidzowie (100%) | Klasyfikacja finalna |
| Lp. | Artysta                             | Piosenka                    | %                   | Miejsce             | Klasyfikacja finalna |
| --- | ----------------------------------- | --------------------------- | ------------------- | ------------------- | -------------------- |
| 1   | Matteo Romano                       | Virale                      | 3,43%               | 10                  | 11. miejsce          |
| 2   | Giusy Ferreri                       | Miele                       | 0,43%               | 24                  | 23. miejsce          |
| 3   | Rkomi                               | Insuperabile                | 1,62%               | 15                  | 17. miejsce          |
| 4   | Iva Zanicchi                        | Voglio amarti               | 1,18%               | 18                  | 18. miejsce          |
| 5   | Aka 7even                           | Perfetta così               | 2,15%               | 13                  | 13. miejsce          |
| 6   | Massimo Ranieri                     | Lettera al di là del mare   | 3,45%               | 9                   | 8. miejsce           |
| 7   | Noemi                               | Ti amo non lo so dire       | 1,25%               | 16                  | 15. miejsce          |
| 8   | Fabrizio Moro                       | Sei tu                      | 2,55%               | 12                  | 12. miejsce          |
| 9   | Dargen D’Amico                      | Dove si balla               | 3,72%               | 7                   | 9. miejsce           |
| 10  | Elisa                               | O forse sei tu              | 10,69%              | 4                   | —                    |
| 11  | Irama                               | Ovunque sarai               | 12,04%              | 3                   | 4. miejsce           |
| 12  | Michele Bravi                       | Inverno dei fiori           | 3,11%               | 11                  | 10. miejsce          |
| 13  | La Rappresentante di Lista          | Ciao ciao                   | 3,99%               | 6                   | 7. miejsce           |
| 14  | Emma                                | Ogni volta è così           | 3,70%               | 8                   | 6. miejsce           |
| 15  | Mahmood i Blanco                    | Brividi                     | 21,18%              | 1                   | —                    |
| 16  | Highsnob i Hu                       | Abbi cura di te             | 0,77%               | 21                  | 20. miejsce          |
| 17  | Sangiovanni                         | Farfalle                    | 5,88%               | 5                   | 5. miejsce           |
| 18  | Gianni Morandi                      | Apri tutte le porte         | 12,65%              | 2                   | —                    |
| 19  | Ditonellapiaga i Rettore            | Chimica                     | 1,19%               | 17                  | 16. miejsce          |
| 20  | Yuman                               | Ora e qui                   | 0,66%               | 22                  | 21. miejsce          |
| 21  | Achille Lauro i Harlem Gospel Choir | Domenica                    | 1,73%               | 14                  | 14. miejsce          |
| 22  | Ana Mena                            | Duecentomila ore            | 0,89%               | 19                  | 24. miejsce          |
| 23  | Tananai                             | Sesso occasionale           | 0,48%               | 23                  | 25. miejsce          |
| 24  | Giovanni Truppi                     | Tuo padre, mia madre, Lucia | 0,83%               | 20                  | 19. miejsce          |
| 25  | Le Vibrazioni                       | Tantissimo                  | 0,41%               | 25                  | 22. miejsce          |

#### Finałowy pojedynek
Artyści, którzy zajęli miejsca w czołowej trójce głosowania telewidzów, zmierzyli się razem w finałowym pojedynku, w którym ranking z poprzednich nocy został zresetowany, a liczyły się jedynie głosy oddane podczas niego. W finałowym pojedynku wybrany został zwycięzca 72. Festiwalu Piosenki Włoskiej w San Remo. Artyści w nim byli oceniani przez: jury demoskopiczne (33%), prasę (33%) oraz telewidzów (33%). 
     1. miejsce
     2. miejsce
     3. miejsce
| Lp. | Artysta          | Piosenka            | Głosy                    | Głosy                        | Głosy              | Głosy              | Głosy   | Miejsce |
| Lp. | Artysta          | Piosenka            | Jury demoskopiczne (33%) | Jury prasy i telewizji (33%) | Telewidzowie (34%) | Telewidzowie (34%) | Średnia | Miejsce |
| Lp. | Artysta          | Piosenka            | Jury demoskopiczne (33%) | Jury prasy i telewizji (33%) | %                  | Miejsce            | Średnia | Miejsce |
| --- | ---------------- | ------------------- | ------------------------ | ---------------------------- | ------------------ | ------------------ | ------- | ------- |
| 1   | Elisa            | O forse sei tu      | 2. miejsce               | 2. miejsce                   | 21,95%             | 3                  | 26,33%  | 2       |
| 2   | Gianni Morandi   | Apri tutte le porte | 3. miejsce               | 3. miejsce                   | 23,79%             | 2                  | 21,90%  | 3       |
| 3   | Mahmood i Blanco | Brividi             | 1. miejsce               | 1. miejsce                   | 54,26%             | 1                  | 51,77%  | 1       |

#### Goście specjalni
- Muzyczny zespół Guardia di Finanza – Il Canto degli Italiani (hymn Włoch)[36]
- Mara Venier
- Blue Butterflies – wystawa gimnastyki artystycznej
- Marco Mengoni (zwycięzca 63. Festiwalu Piosenki Włoskiej w San Remo, reprezentant Włoch w 58. Konkursie Piosenki Eurowizji)[37] – L’essenziale, Mi fiderò
- Filippo Scotti
- Obsada musicalu Ballo, Ballo[38] – Ballo ballo, A far l’amore comincia tu, Rumore, Fiesta
- Sergio Japino[38]
- Orietta Berti – Luna piena[8]
- Fabio Rovazzi – Senza pensieri[8]

## Oglądalność
We Włoszech festiwal nadawany był na kanałach: Rai 1 oraz Rai Italia (kanał dla diaspory włoskiej); stacji radiowej Rai Radio 2 oraz stronie internetowej RaiPlay, dostępnej również dla widzów międzynarodowych. W Albanii kanał RTSH Muzikë nadawał wszystkie wieczory festiwalu, a oprócz tego kanał RTSH 1 nadawał piąty wieczór. W Czarnogórze wszystkie wieczory festiwalu były nadawane na kanale TVCG 2. W Hiszpanii piąty wieczór był nadawany na platformie RTVE Play. W Wielkiej Brytanii z angielskim komentarzem piąty wieczór festiwalu był nadawany przez stację GlitterBeam Radio.
| Wydarzenie                   | Data                         | Część pierwsza (20:40 – 0:00) | Część pierwsza (20:40 – 0:00) | Część druga (0:00 – 1:30) | Część druga (0:00 – 1:30) | Średnia ilość widzów | Średnia ilość widzów | Źr.    |
| Wydarzenie                   | Data                         | Widzowie                      | Udział                        | Widzowie                  | Udział                    | Widzowie             | Udział               | Źr.    |
| ---------------------------- | ---------------------------- | ----------------------------- | ----------------------------- | ------------------------- | ------------------------- | -------------------- | -------------------- | ------ |
| Prima serata                 | 1 lutego                     | 13 805 000                    | 54,51%                        | 6 412 000                 | 55,42%                    | 10 911 000           | 54,7%                | [ 43 ] |
| Seconda serata               | 2 lutego                     | 13 572 000                    | 55,27%                        | 7 307 000                 | 57,41%                    | 11 320 000           | 55,8%                | [ 44 ] |
| Terza serata                 | 3 lutego                     | 12 849 000                    | 53,20%                        | 5 475 000                 | 56,67%                    | 9 360 000            | 54,1%                | [ 45 ] |
| Quarta serata                | 4 lutego                     | 14 731 000                    | 59,18%                        | 7 517 000                 | 63,54%                    | 11 378 000           | 60,5%                | [ 46 ] |
| Quinta serata                | 5 lutego                     | 15 660 000                    | 62,05%                        | 10 153 000                | 72,09%                    | 13 380 000           | 64,9%                | [ 47 ] |
| Średnia wszystkich wieczorów | Średnia wszystkich wieczorów | 14 123 000                    | 56,84%                        | 7 373 000                 | 61,03%                    | 11 270 000           | 58,00%               |        |

## Nagrody
Tak jak co roku, przed ogłoszeniem wyników ostatniego wieczoru, przyznano nagrody. Najważniejszymi z nich byli: Nagroda Krytyków Festiwalu Piosenki Włoskiej im. Mia Martini oraz Nagroda Złotego Lwa. Nagroda Krytyków Festiwalu Piosenki Włoskiej przyznawana jest corocznie od 1982 roku i nosi imię Mii Martini. Jest reprezentowana przez srebrną tabliczkę lub talerz i czasami uważana jest za ważniejszą niż pierwsze miejsce. Wśród artystów, którzy trzykrotnie zdobyli nagrodę, są: Patty Pravo, Mia Martini, Cristiano De André, Paola Turci. Nagroda krytyków oraz zwycięstwo festiwalu w wielu latach historii San Remo się zbiegały. Nagroda Złotego Lwa przyznawana jest zwycięzcom kategorii Big festiwalu. Oprócz tego, w tym roku Amadeus również otrzymał Nagrodę za całokształt twórczości „Miasto San Remo”.
| Nagroda                                                        | Artysta          | Utwór                       | Kompozytor(zy)                                                                 |
| -------------------------------------------------------------- | ---------------- | --------------------------- | ------------------------------------------------------------------------------ |
| Nagroda Krytyków Festiwalu Piosenki Włoskiej im. Mia Martini   | Massimo Ranieri  | Lettera al di là del mare   | Fabio Ilacqua                                                                  |
| Zwycięzca kategorii Big – nagroda Złotego Lwa                  | Mahmood i Blanco | Brividi                     | Mahmood, Blanco, Michele Zocca                                                 |
| Nagroda im. Giancarlo Bigazzi za najlepszą kompozycję muzyczną | Elisa            | O forse sei tu              | Elisa, Davide Petrella                                                         |
| Nagroda Prasy, Radia, Telewizji i Sieci im. Lucio Dalla        | Gianni Morandi   | Apri tutte le porte         | Jovanotti, Riccardo Onori                                                      |
| Nagroda im. Sergio Bardotti za najlepszy tekst                 | Fabrizio Moro    | Sei tu                      | Fabrizio Moro, Roberto Cardelli                                                |
| Nagroda Lunezia za muzyczno-literacką wartość utworu           | Giovanni Truppi  | Tuo padre, mia madre, Lucia | Giovanni Truppi, Pacifico, Niccolò Contessa, Marco Buccelli, Giovanni Pallotti |

## Sanremo Compilation 2022
Sanremo Compilation 2022 – oficjalna kompilacja zawierająca utwory wszystkich uczestniczących w 72. festiwalu artystów. Kolekcja składa się z dwóch płyt kompaktowych: pierwsza zawiera 13 utworów, druga zawiera 12 pozostałych uczestników recenzji, a także ukazała się wersja winylowa 33 rpm.
CD1
1. Irama – Ovunque sarai
2. Achille Lauro – Domenica
3. Emma – Ogni volta è così
4. Sangiovanni – Farfalle
5. Highsnob e Hu – Abbi cura di te
6. Rkomi – Insuperabile
7. Giusy Ferreri – Miele
8. Michele Bravi – Inverno dei fiori
9. La Rappresentante di Lista – Ciao ciao
10. Le Vibrazioni – Tantissimo
11. Massimo Ranieri – Lettera di là dal mare
12. Ana Mena – Duecentomila ore
13. Dargen D’Amico – Dove si balla

CD2
1. Mahmood i Blanco – Brividi
2. Elisa – O forse sei tu
3. Fabrizio Moro – Sei tu
4. AKA 7even – Perfetta così
5. Noemi – Ti amo non lo so dire
6. Gianni Morandi – Apri tutte le porte
7. Ditonellapiaga e Rettore – Chimica
8. Giovanni Truppi – Tuo padre, mia madre, Lucia
9. Iva Zanicchi – Voglio amarti
10. Yuman – Ora e qui
11. Tananai – Sesso occasionale
12. Matteo Romano – Virale

## Włochy w Konkursie Piosenki Eurowizji
Konkurs Piosenki Eurowizji 2022 odbędzie się w PalaOlimpico w Turynie we Włoszech w dniach 10, 12 maja oraz 14 maja 2022 roku. Zwycięzcy kategorii Big corocznie od 2015 otrzymują prawo do reprezentowania Włoch na Konkursie Piosenki Eurowizji. Zwycięzcy jednak nie są zobowiązani do udziału w konkursie – uczestnicy festiwalu muszą przed jego rozpoczęciem ogłosić Rai, czy chcieliby brać udział w Konkursie Piosenki Eurowizji. W przypadku, gdy zwycięzca zdecyduje się nie uczestniczyć w Konkursie Piosenki Eurowizji, Rai i organizatorzy Festiwalu Piosenki Włoskiej w San Remo zastrzegają sobie prawo do wybrania włoskiego uczestnika. Reprezentantami Włoch w 66. Konkursie Piosenki Eurowizji zostali Mahmood i Blanco z utworem „Brividi”. Na konferencji prasowej, która odbyła się wkrótce po wygraniu San Remo, ogłosili, że jako zwycięzcy wezmą udział w 66. Konkursie Piosenki Eurowizji. W finale konkursu wystąpili w nim z dziewiątym numerem startowym i zajęli 6. miejsce po zdobyciu 268 punktów w tym 110 punktów od telewidzów (8. miejsce) i 158 pkt od jurorów (7. miejsce).

### Głosowanie
Głosowanie podczas trzech pokazów obejmowało przyznanie przez każdy kraj dwóch zestawów punktów 1–8, 10 i 12: jeden od ich profesjonalnego jury, a drugi od głosowania telewidzów. Jury każdego kraju składało się z pięciu profesjonalistów z branży muzycznej, którzy są obywatelami kraju, który reprezentują, reprezentując zróżnicowanie w płci i wieku.
| Punkty przyznane Włochom | Punkty przyznane Włochom                                   | Punkty przyznane Włochom                                            |
| Punkty                   | Telewidzowie                                               | Jurorzy                                                             |
| ------------------------ | ---------------------------------------------------------- | ------------------------------------------------------------------- |
| 12 punktów               |                                                            | - Albania - Słowenia                                                |
| 10 punktów               | - Malta                                                    | - Armenia - Azerbejdżan - Czarnogóra - Estonia - Gruzja - Hiszpania |
| 8 punktów                | - Albania - Szwajcaria                                     | - Belgia - Izrael                                                   |
| 7 punktów                | - Grecja                                                   | - Malta - Macedonia Północna                                        |
| 6 punktów                | - Chorwacja - Czarnogóra - Macedonia Północna - Słowenia   | - Islandia - Irlandia                                               |
| 5 punktów                | - Azerbejdżan - Cypr - San Marino - Hiszpania              |                                                                     |
| 4 punktów                | - Belgia - Rumunia - Serbia                                | - Chorwacja - Litwa - Polska - Rumunia                              |
| 3 punktów                | - Austria - Francja - Niemcy - Izrael - Litwa - Portugalia | - Australia - Austria - San Marino                                  |
| 2 punktów                | - Bułgaria                                                 | - Finlandia - Szwajcaria                                            |
| 1 punkt                  | - Australia                                                | - Bułgaria - Cypr - Grecja                                          |